# Австрийско-украинские отношения
Австрийско-украинские отношения (укр. Українсько-австрійські відносини, нем. Österreich-Ukraine Beziehungen) — двусторонние дипломатические отношения между Австрией и Украиной в области международной политики, экономики, образования, науки, культуры и т. п.
Австрия начала налаживать контакты с Украиной сразу после провозглашения независимости 24 августа 1991 года, дипломатические отношения между двумя странами были установлены 24 января 1992 года, в тот же день консульство Австрии было преобразовано в посольство. 3 апреля 1992 года в Вене Украина открыла своё посольство.

## История
После провозглашения Украиной независимости Австрия сразу же начала налаживать совместные отношения, и, не дожидаясь референдума, начала контактировать с украинским политическим руководством. Такие контакты вылились в подписание министрами иностранных дел Украины и Австрии в Нью-Йорке «Совместного коммюнике об установлении консульских отношений между Украиной и Австрийской Республикой» 26 сентября 1991 года.
Австрия считает, что участие Украины в создании и ее членство в ООН, а также в других международных организациях, означает фактическое признание Украины со стороны мирового общества, поэтому Украина не получила формального дипломатического признания в Австрии.

## Двусторонние связи

### Политические и дипломатические связи
30 мая — 1 июня 1996 года состоялся первый в истории украинско-австрийских отношений официальный визит Председателя Национального Совета Х. Фишера. Его основной целью было углубление политических отношений, налаживания связей между парламентами стран. 1 июня 1996 года в Вене Украину приняли Центральноевропейскую Инициативу, тогда же министры иностранных дел стран-участниц согласовали продолжение 9 договоров между СССР и Австрией на отношения Украины и Австрии.
В апреле 1997 года Александр Мороз вместе с делегацией Верховной Рады Украины совершил первый официальный визит в Австрию, были проведены переговоры с высшим руководством страны.
15-16 октября 1998 года был осуществлен первый визит Президента Украины Леонида Кучмы в Австрию, которая тогда председательствовала в ЕС. Того же года в Вене прошел саммит Украина-ЕС, в результате которого Европейский Союз принял Стратегию относительно Украины.
Главы двух государств также встречались и в 1999 году: на неформальном саммите Президентов стран Центральной Европы во Львове (14-15 мая), економічнму форуме стран ЦВЕ в Зальцбурге (30 июня — 1 июля) и на саммите ОБСЕ в Стамбуле (18-19 ноября). Во время этих встреч велся диалог о состоянии двусторонних отношений и их будущее, о состоянии безопасности в Европе и возможности создания системы европейской безопасности, также обсуждались глобальные и региональные вызовы.
В следующем 2000 году в мае Федеральный президент Республики Австрия Томас Клестиль совершил официальный визит на Украину, а Президент Украины Леонид Кучма следующий официальный визит в Австрию совершил 6-7 ноября 2002 года. Была проведена встреча с высшими должностными лицами страны.
Свой первый государственный визит в Австрию, как Президент Украины Виктор Ющенко совершил 12-13 июля 2005 года, также в декабре этого года и в марте следующего года состоялись встречи на уровне Министра иностранных дел Бориса Тарасюка и Федерального канцлера Австрии Вольфанга Шюсселя, а в апреле 2007 года встречались руководители внешнеполитических ведомств — Арсений Яценюк и Урсула Пласник.
Свой второй визит в Австрию на посту Президента Украины Виктор Ющенко совершил 8 июля 2008 года, 15-16 июля 2008 года с официальным визитом на Украину приехал Федеральногий канцлер Австрии Альфред Гузенбауэр, Федеральный президент Республики Австрия Хайнц Фишер посетил Украину с государственным визитом в июле 2009 года.
6-8 июля 2009 года с государственным визитом на Украину приехал Федеральный президент Австрии Хайнц Фишер, в Киеве состоялись встречи с Президентом, Премьер-министром и Председателем Верховной Рады Украины. Также визит затронул Львов, где состоялись встречи с руководством области.

## Диаспора

### Украинцы в Австрии
Согласно данным в Австрии проживает около 12 тысяч людей с украинскими корнями (из них 3 тысячи — автохтонное население), большинство из них поселилась там после 1989 года. Австрийские украинцы представлены во всех социальных слоях общества.